# 110 mètres haies aux championnats du monde d'athlétisme 2007
Navigation
Helsinki 2005 Berlin 2009
L'épreuve du 110 mètres haies des championnats du monde d'athlétisme 2007 s'est déroulée du 29 au 31 août 2007 dans le Stade Nagai d'Osaka, au Japon. Elle est remportée par le Chinois Liu Xiang.

## Résultats

### Finale
| Rang               | Athlète           | Pays       | Temps   | Notes |
| ------------------ | ----------------- | ---------- | ------- | ----- |
| Médaille d'or      | Liu Xiang         | Chine      | 12 s 95 |       |
| Médaille d'argent  | Terrence Trammell | États-Unis | 12 s 99 |       |
| Médaille de bronze | David Payne       | États-Unis | 13 s 02 | PB    |
| 4                  | Dayron Robles     | Cuba       | 13 s 15 |       |
| 5                  | Shi Dongpeng      | Chine      | 13 s 19 | PB    |
| 6                  | Serhiy Demydyuk   | Ukraine    | 13 s 22 | NR    |
| 7                  | Jackson Quiñónez  | Espagne    | 13 s 33 | NR    |
| 8                  | Maurice Wignall   | Jamaïque   | 13 s 39 |       |